# توکوشی یورون
توکوشی یورون (به ژاپنی: 読史余論 Tokushi Yoron) یک کتاب با موضوع تجزیه و تحلیل تاریخ ژاپن است که در دوره ادو توسط آرای هاکوسکی (۱۶۵۷–۱۷۲۵) نوشته شده‌است.